# Sandra Drzymalska

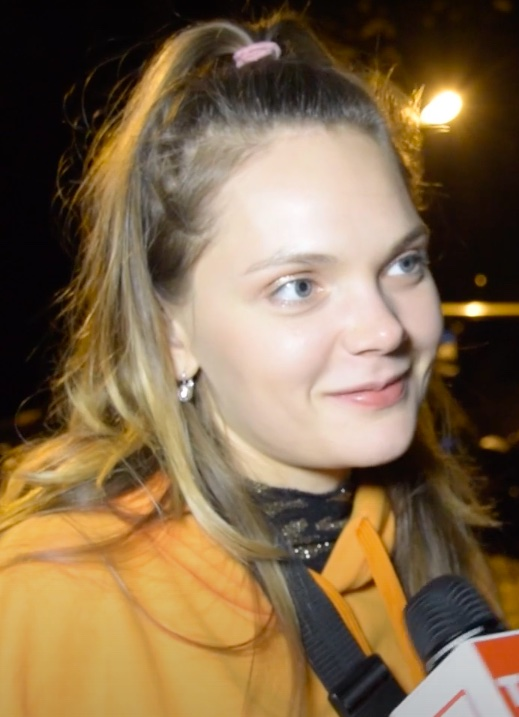
Sandra Drzymalska

Sandra Drzymalska (* 24. Juli 1993 in Wejherowo) ist eine polnische Schauspielerin und Model.

## Leben und Karriere
Drzymalska erhielt 2017 einen Master-Abschluss in Schauspiel von der Akademia Sztuk Teatralnych w Krakowie. Ihr Debüt gab sie 2015 in dem Film Listy do M. 2. Anschließend war sie 2016 in Smoleńsk zu sehen. 2019 bekam sie in Sole eine Nebenrolle.
Von 2021 bis 2023 spielte Drzymalska in der Serie Sexify die Hauptrolle.
2021 erschien sie auf dem Cover von Vogue Polska. Unter anderem wurde sie 2022 für den Film The Getaway King gecastet. Im selben Jahr setzte sie ihre Karriere in EO fort.

## Filmografie (Auswahl)
Filme
- 2015: Listy do M. 2
- 2016: Smoleńsk
- 2017: Amok
- 2019: Sole
- 2021: The Getaway King
- 2022: Filip
- 2022: EO
- 2022: Illusion (Iluzja)
- 2023: Herr Spaßmobil und die Tempelritter (Pan Samochodzik i templariusze)
- 2024: Simona Kossak
- 2024: Treasure – Familie ist ein fremdes Land (Treasure)
- 2024: Biala odwaga

Serien
- 2016: Belfer
- 2019–2020: Stulecie Winnych
- 2020: 39 i pół
- 2021–2023: Sexify
- 2021: Szadź
- 2023: Bring Back Alice